# Курочка тристанська
Курочка тристанська (Gallinula nesiotis) — вимерлий вид журавлеподібних птахів родини пастушкових (Rallidae). Був ендеміком острова Тристан-да-Кунья на півдні Атлантичного океану. До 1873 року тристанська курочка, яка колись була поширена, стала рідкістю, а наприкінці 19 століття вимерла внаслідок полювання, хижацтва інтродукованих видів (щурів, кішок і свиней) і знищення середовища проживання вогнем.